# Cocoon (soundtrack)
Cocoon is de originele soundtrack, gecomponeerd en gedirigeerd door James Horner voor de film Cocoon uit 1985 van Ron Howard. Het album werd uitgebracht in 1985 door Polydor.
De partituur werd uitgevoerd door het Hollywood Studio Symphony en met Gary Chang op de keyboard. De muziek werd opgenomen door geluidstechnicus Armin Steiner. Het nummer "Theme from Cocoon" was te horen bij de aftiteling.

## Tracklijst
Alle nummers geschreven door James Horner, tenzij anders aangegeven.

| 1.                 | Through the Window                                         | 2:54 |
| 2.                 | The Lovemaking                                             | 4:21 |
| 3.                 | The Chase                                                  | 4:27 |
| 4.                 | Rose's Death                                               | 2:10 |
| 5.                 | The Boys Are Out                                           | 2:35 |
| 6.                 | Returning to the Sea                                       | 4:13 |
| 7.                 | Gravity – Michael Sembello (geschreven door Cruz Sembello) | 4:52 |
| 8.                 | Discovered in the Poolhouse!                               | 2:45 |
| 9.                 | First Tears                                                | 1:49 |
| 10.                | Sad Goodbyes                                               | 2:22 |
| 11.                | The Ascension                                              | 5:55 |
| 12.                | Theme from Cocoon                                          | 6:03 |
| Totale duur: 44:26 |                                                            |      |

## Personeel
- Vinnie Colaiuta – drums ("Gravity")
- Jeff Hamilton – hoorn ("Gravity")
- Casey Young – synthesizerprogrammering ("Gravity")